# Barapartiet
Barapartiet (BAP) är ett lokalt politiskt parti i Svedala kommun som är registrerat för val till kommunfullmäktige.

## Historik
Partiet har sina rötter i de grupper som på 1970-talet motsatte sig Bara kommuns inkorporering med Svedala kommun. Partiet bildades 1982 med syfte att stoppa planerna att anlägga en soptipp mellan Torup och Bara i Svedala kommun. I kommunfullmäktigevalet samma år fick partiet 9,8 procent och 4 mandat. Sedan dess har partiet utvecklats till att bli ett blockobundet flerfrågeparti. Som mest har partiet haft 8 mandat i kommunfullmäktige, men etableringen av flera nya partier i kommunen har gjort att Barapartiet har gått tillbaka. Partiets logotyp är en skånelänga och partiets färg är gul.
Idag är Barapartiet kommunens sjunde största parti och fick i senaste valet 2022 3,37 % av rösterna och 2 mandat.

## Valresultat
| År   | Röster | %     | Mandat |
| ---- | ------ | ----- | ------ |
| 1982 | 992    | 9,8   | 4 / 45 |
| 1985 | 1 424  | 13,4  | 6 / 45 |
| 1988 | 1 576  | 14,9  | 7 / 45 |
| 1991 | 1 997  | 18,4  | 8 / 45 |
| 1994 | 1 943  | 16,9  | 8 / 45 |
| 1998 | 1 331  | 12,35 | 6 / 45 |
| 2002 | 1 074  | 9,84  | 4 / 45 |
| 2006 | 787    | 6,74  | 3 / 45 |
| 2010 | 796    | 6,39  | 3 / 45 |
| 2014 | 693    | 5,34  | 2 / 45 |
| 2018 | 673    | 4,86  | 2 / 45 |
| 2022 | 494    | 3,37  | 2 / 45 |